# The Clements Checklist of Birds of the World
The Clements Checklist of Birds of the World é um livro de Jim Clements que apresenta uma lista das espécies de aves do mundo.
A versão impressa mais recente é a sexta edição (2007), mas foi atualizada anualmente, a última versão em 2022, e é publicada pela Cornell University Press. As edições anteriores foram publicadas pelo próprio selo do autor, Ibis Publishing. O Cornell Lab of Ornithology fornece atualizações anuais desde então, geralmente em agosto, e a versão mais recente está disponível online em vários formatos. Essas atualizações refletem as mudanças em andamento na taxonomia das aves com base em pesquisas publicadas.
Clements é a lista oficial usada pela American Birding Association para aves em todo o mundo. O eBird também usa a lista de verificação Clements como base para sua taxonomia eBird, que além das espécies inclui híbridos e outras entidades não relacionadas a espécies relatadas por observadores de aves.